# Microregione di Barra do Piraí
Barra do Piraí è una microregione dello Stato di Rio de Janeiro in Brasile, appartenente alla mesoregione di Sul Fluminense.

## Comuni
Comprende 3 municipi:
- Barra do Piraí
- Rio das Flores
- Valença